# Relação assimétrica
Em matemática, uma relação assimétrica é uma relação binária em um conjunto {\displaystyle X} onde:
- Para todos {\displaystyle a} e {\displaystyle b} em {\displaystyle X}, se {\displaystyle a} está relacionado a {\displaystyle b}, então {\displaystyle b} não está relacionado a {\displaystyle a}.[1]

Na notação matemática, isto é:
{\displaystyle \forall a,b\in X(aRb\Rightarrow \lnot (bRa))}
Um exemplo é a relação "menor que" {\displaystyle <} entre números reais: se {\displaystyle x<y}, então necessariamente {\displaystyle y} não é menor que {\displaystyle x}. A relação "menor que ou igual" {\displaystyle \leq }, por outro lado, não é assimétrica, porque a inversão, ex.: {\displaystyle x\leq x} produz {\displaystyle x\leq x} e ambos são verdadeiros. Em geral, qualquer relação em que {\displaystyle xRx} vale para algum {\displaystyle x}(isto é, que não é irreflexiva) também não é assimétrica.
A assimetria não é a mesma coisa que "não simétrica": a relação menor que ou igual é um exemplo de uma relação que não é nem simétrica nem assimétrica. A relação vazia é a única relação que é (por vacuidade) tanto simétrica quanto assimétrica.

## Propriedades
- Uma relação é assimétrica se e somente se for antissimétrica e irreflexiva.[2]
- Restrições e conversas de relações assimétricas também são assimétricas. Por exemplo, a restrição de {\displaystyle <} dos reais aos inteiros ainda é assimétrica, e o inverso {\displaystyle >} de {\displaystyle <} também é assimétrico.
- Uma relação transitiva é assimétrica se e somente se for irreflexiva:[3] se {\displaystyle aRb} e {\displaystyle bRa}, a transitividade dá {\displaystyle aRa}, contradizendo a irreflexividade.
- Como consequência, uma relação é transitiva e assimétrica se e somente se for uma ordem parcial estrita.
- Nem todas as relações assimétricas são ordens parciais estritas. Um exemplo de relação assimétrica não transitiva e até mesmo intransitiva é a relação pedra-papel-tesoura: se X vence Y, então Y não vence X; e se X vence Y e Y vence Z, então X não vence Z.
- Uma relação assimétrica não precisa ter a propriedade conectiva. Por exemplo, {\displaystyle \subsetneq } é assimétrico e nenhum dos conjuntos {\displaystyle \{1,2\}} e {\displaystyle \{3,4\}} é um subconjunto estrito do outro.